# Концепция культуры А. Крёбера
Концепция культуры А. Крёбера (англ. Kroeber's Theory of Culture) – совокупность аспектов, выдвигаемых Алфредом Крёбером для рассмотрения понятия культура: определение понятия, целостное определение природы культуры, обоснование необходимости изучения разных культур, характеристика базовых элементов культуры.
Алфред Крёбер – крупнейший американский антрополог, культуролог и этнолог начала XX века. Член национальной академии наук США и профессор калифорнийского университета Беркли. Научная деятельность была довольно разнообразной, однако интерес к антропологии был главным в научной деятельности. Антропология для Крёбера отождествляется с изучением истории и явлений культуры, поэтому рассмотрение понятия культуры и разных его аспектов занимает большую часть его научных трудов.

## Понятие культуры
Масштабную попытку дать определение культуре Крёбер предпринял в книге «Культура: критический обзор понятий и определений», написанной в 1952 году в соавторстве с К. Клакхоном. Согласно определению авторов, культура описывается как «абстракция человеческого поведения, но не само поведение». Культуру нельзя назвать поведением, так как этим аспектом занимается психология, и приравнивание культуры только лишь к поведению невозможно, так как это лишает антропологического подхода к её изучению. Культура является абстракцией, но вполне реальной, имеющей систему элементов, сцепленных определенным способом и образующих целостность, определенную модель, образец, тип. Подход Крёбера к определению понятия культуры получил широкую известность в 1940-е.

## Культура как сверхорганическое явление
Крёбер предполагал такой подход к культуре, как к особому, сверхорганическому уровню реальности. Такой подход к культуре был изложен в статье «Сверхорганическое», опубликованной в 1917 году. По Крёберу, сверхорганический уровень – это уровень вне реальности, самостоятельная область, так как отличен от органического и неорганического миров и не может с ними отождествляться. Объяснение причин тех или иных культурных явлений следует находить в других культурных явлениях, а не пользоваться анализом явлений низшего порядка (органические и неорганические уровни). Впрочем, немного позже, в 1950-х, Крёбер «модифицировал» такое разграничение: общество наряду с культурой теперь находилось на сверхорганическом уровне.
Крёбер считал, что, если культура – сверхорганическое явление, и она представляет собой особенную реальность с собственными законами развития, то и метод её изучения должен быть принципиально другим. Под ним он понимал исторический подход к изучению и понятию культуры, и к антропологии как области в целом. Этот подход заключается не в детальном и индивидуальном рассмотрении каждой культуры, а в целостном историческом контексте каждой культуры. Однако это также не значит, что на развитие той или иной культуры нужно смотреть с точки зрения истории с целью обобщения.

## Специфика культуры
Культура по Крёберу не может быть разделена на так называемые высшие и низшие культуры: все культуры взаимосвязаны и лишь сменяют друг друга на протяжении человеческой истории. Как писал автор в книге «Антропология» (1948), процессы в каждом каком-либо культурном явлении отличаются взаимовлиянием и взаимодействием, поэтому такая взаимосвязь процессов внутри культуры и всех культур в целом и есть характерная особенность культуры.
К особенностям культуры относится и вопрос о пиках расцвета культур. Так, Крёбер выделял две черты, касающиеся каждой культуры. Первая особенность состоит в том, что каждая культура на протяжении своего существования проходит одинаковые фазы: возникновение, расцвет и упадок. Вторая характерная черта – тенденция достижения высших ценностей и достижений за короткий период времени. Из этих утверждений законно следует ряд методологических задач, которые Крёбер представил в виде вопросов: какова длительность развития культуры; может ли одна и та же культура пройти две фазы развития; в какой период фазы развития наступает расцвет культуры; какими именно причинами вызываются изменения в культуре.
Другой специфической чертой является понятие стиля, присущее каждой культуре. Крёбер на ранней стадии своей работы определил для себя понятие культуры как нечто целостное, обладающее своими ценностями и законами. Вследствие такого обозначения появилось, в свою очередь, понятие стиля: это уникальный почерк каждой культуры; те особенности и та доминантная идея (совокупность ценностей и достижений), определяющие уникальность отдельно взятой культуры. А.Крёбер убеждён, что именно стиль является определяющим элементом единства той или иной культуры.

## Культурные ареалы и среда
Культурный ареал Крёбер рассматривал как географически ограниченное пространство, где проявляется тот или иной вид культур (это понятие учёный всё же считал относительным). Важными дополнениями к концепции культурного ареала К. Уисслера стала попытка введения темпорального измерения комплекса черт культурного ареала. Ученый обозначал это термином временной ареал (англ. age area).
Рассматривая вопрос взаимосвязи культуры и среды, Крёбер утверждал, что, так как культура сверхорганична и не может рассматриваться по законам низшим (географические и социальные процессы), то связь между культурой и средой только территориальная. Среда не производит культуру, не может повлиять на её развитие больше, чем ограничение с точки зрения территории, она может лишь стабилизировать её и способствовать более плавному развитию. Так, если некоторые культурные элементы переходят из одного культурного ареала в другой, они адаптируется не к среде, а к той целостной культуре, что уже существует в этом другом ареале. Вместе с тем, он упрекал К. Уисслера за то, что тот недостаточно учитывал фактор природы.